# Antoine de La Panouse (1914-2006)
Pour les articles homonymes, voir Antoine de La Panouse.
Antoine de La Panouse, 5e comte de La Panouse né le 15 août 1914 à Thoiry (Seine-et-Oise) et mort le 27 décembre 2006 à Cannes (Alpes-Maritimes), est le créateur du Parc zoologique de Thoiry et un homme politique français.
Il a été maire de Thoiry, puis conseiller général des Yvelines. Issu de l'ancienne noblesse française, il se faisait appeler « comte de La Panouse ».

## Biographie
Antoine de La Panouse naît le 5 août 1914, deux jours après que l'Empire allemand eut déclaré la guerre à la France au début de la Première Guerre mondiale. Quelques années plus tard, en 1919, il perd son père Marie-Melchior Eugène de La Panouse alors qu'il n'a que cinq ans. Dans les années qui suivent, il poursuit des études et est diplômé de l'école libre des sciences politiques et des études supérieures de droit. Issu de l'ancienne noblesse française, il se fait appeler « comte de La Panouse »[réf. nécessaire].
Très tôt, il hérite de la charge du château de Thoiry, en partie de style Renaissance. Sa famille occupait sans interruption cette propriété depuis quatre siècles, et il représente la 11e génération. Il s'installe au château en 1943 après s'être marié avec Solange de Vogüé l'année précédente. Pour entretenir et sauver ce patrimoine exceptionnel des difficultés financières, il a l'idée de créer un zoo d'une forme nouvelle dans le domaine familial avec l'aide de son fils Paul de La Panouse. Le parc de 150 hectares ouvre ses portes en 1965. L'idée de présenter les animaux dans de grands enclos, donnant au visiteur l’apparence d’une réserve africaine coïncide avec le climat idéologique de la fin des années 1960.
Il est enterré à Paris au cimetière du Montparnasse (13e division).

## Famille
- En 1942, pendant la Seconde Guerre mondiale, il épouse Solange de Vogüé (1920-2003) qui lui donnera quatre enfants :
  - Paul, comte de La Panouse (né en 1944), épouse en premières noces en 1972 Jacqueline Le Goaster (divorce en 1976) ; épouse en 2des noces en 1976 Anne Burleigh (Annabel Leigh) (née en 1942). Postérité : 2 enfants.
  - Cécile (1945-1996), domiciliée à Auneuil (Oise), petite sœur des pauvres, responsable de la maison de prière du Père Caffarel à Troussures (Oise). Sans postérité.
  - Raoul (né en 1951), épouse en 1975 Sophie-Marie Depommier (née en 1950). Postérité: 5 enfants.
  - Agnès (née en 1952), docteur en médecine, épouse en 1981 Henri-Louis Parent de Curzon-Bain de La Coquerie (né en 1945). Sans postérité.
- Il divorce en 1989 et se remarie en 1990 avec Irma Anna Borg (1925-2013).

## Mandats politiques locaux
- Maire de Thoiry (1955-1959)
- Conseiller général des Yvelines (1969-1977)

## Distinctions et honneurs
- Croix de guerre 1939-1945
- Président des propriétaires forestiers de la région parisienne
- Administrateur de la Société des Agriculteurs de France
- Membre correspondant de l'Académie d'agriculture de France
- Chevalier de l'Ordre national de la Légion d'honneur
- Officier du Mérite agricole
- Auteur d'un Guide de la propriété forestière.